# Izol'da Djušauk
Izol'da Djušauk (in russo Изольда Дюшаук?; Surgut, 4 febbraio 1993) è un'attrice russa naturalizzata tedesca, nota all’anagrafe tedesca come Isolda Dychauk.

## Biografia
Isolda, originariamente di cognome D'jačuk (Дьячук), nasce a Surgut (Siberia) nel 1993 in una famiglia ucraino/russa. Sua madre era insegnante di musica. Isola ad età di 4 anni ha cominciato studiare il balletto. Nel 2002 si trasferisce a Berlino con la madre, cambiando il cognome in Dychauk.
Il suo debutto davanti alle telecamere avviene nel 2004, nel cortometraggio Gimme your shoes della regista Anika Wangard. Nel 2007 recita nella serie televisiva Das Geheimnis meiner Schwester diretta da Marianne Sägebrecht. Nello stesso anno interpreta il ruolo di Paula nel film televisivo Nichts ist vergessen, e successivamente nella serie Unsere Farm in Irland. Negli anni successivi appare in altre serie tv, tra cui Polizeiruf 110, Tatort e Der Alte. Nel 2008 appare nella serie per ragazzi Mein Freund aus Faro. Nel 2010 interpreta il ruolo di Margherita nel film Faust diretto da Aleksandr Sokurov, che nel settembre 2011 vince un Leone d'oro al Festival del cinema di Venezia. Nel 2011 viene scelta per interpretare Lucrezia Borgia nella serie televisiva I Borgia, sceneggiata da Tom Fontana.  Nel 2012 compare nel cortometraggio The Capsule diretto da Athina Rachel Tsangari. Nel 2014 interpreta la principessa Elisabeth nella serie Von einem, der auszog, das Fürchten zu lernen; questo ruolo le farà vincere un premio come migliore attrice nel 2015.
Isolda vive a Berlino. Parla fluentemente russo, tedesco ed inglese.

## Filmografia parziale

### Cinema
- Mein Freund aus Faro, regia di Nana Neul (2008)
- Faust, regia di Aleksandr Sokurov (2011)
- Les salauds, regia di Claire Denis (2013)
- Guten Tag, regia di Thomas Schwendemann (2014) - corto
- Boris sans Béatrice, regia di Denis Côté (2016)
- Cordelia, regia di Madeleine Fresi e Guy Stephens (2017) - corto
- The Book of Vision, regia di Carlo S. Hintermann (2020)

### Televisione
- Das Geheimnis meiner Schwester, regia di Bettina Woernle – film TV (2007)
- Alles was recht ist – serie TV, episodi 1x1 (2008)
- Späte Rache - Eine Familie wehrt sich, regia di Thorsten Näter – film TV (2008)
- Stille Post, regia di Matthias Tiefenbacher – film TV (2008)
- Krimi.de – serie TV, episodi 6x5 (2009)
- 30 Tage Angst, regia di Thorsten Näter – film TV (2009)
- Unsere Farm in Irland – serie TV, 5 episodi (2007-2010)
- Tatort – serie TV, episodi 1x688-1x759 (2008-2010)
- Polizeiruf 110 – serie TV, episodi 36x4-40x2 (2007-2011)
- 14º Distretto (Großstadtrevier) – serie TV, episodi 24x15 (2011)
- Danni Lowinski – serie TV, episodi 3x11 (2012)
- Ein Jahr nach morgen, regia di Aelrun Goette – film TV (2012)
- Il commissario Köster (Der Alte) – serie TV, episodi 32x4-36x4-40x1 (2008-2012)
- Flemming – serie TV, episodi 3x2 (2012)
- Von einem, der auszog, das Fürchten zu lernen, regia di Tobias Wiemann – film TV (2014)
- I Borgia (Borgia) – serie TV, 38 episodi (2011-2014)
- Squadra Speciale Colonia (SOKO Köln) – serie TV, episodi 11x20 (2015)
- Squadra speciale Lipsia (SOKO Leipzig) – serie TV, episodi 16x12 (2015)
- Die siebte Stunde, regia di Carlo Rola – film TV (2016)
- Ein starkes Team – serie TV, episodi 1x66 (2016)
- Shakespeares letzte Runde, regia di Akiz – film TV (2016)
- Cape Town – miniserie TV, 6 episodi (2016)
- Il commissario Lanz – serie TV, episodio 8x04 (2017)
- Berlin Station – serie TV, 3 episodi (2018)
- Squadra Speciale Stoccarda – serie TV, episodio 10x19 (2019)
- City on a Hill – serie TV, 2 episodi (2022)

## Doppiatrici italiane
- Chiara Gioncardi in Faust ed I Borgia
- Benedetta Degli Innocenti in The Book of Vision